# The Will to Death
Albums de John Frusciante
Shadows Collide with People
(2004) Automatic Writing(avec Ataxia)
(2004)
The Will to Death est le cinquième album de John Frusciante, sorti le 22 juin 2004 par le label Record Collection. L'album atteint la 36ème place du Top Independent Albums chart. Il est le deuxième d'une série de six albums sortis entre février 2004 et février 2005 (voir Discographie de John Frusciante).

## Informations et enregistrement
Le rock brut de l'artiste est teinté d'influences pop et mélodiques, le tout agrémenté d'une série de solos et ponctué par un instrumental minimaliste en fin d'album (Helical).
La pochette de l'album, prise par Lola Montes Schnabel, représente l'artiste italien Luigi Ontani au Cimetière monumental de Milan.
Après le long et coûteux enregistrement de son précédent album Shadows Collide With People, John Frusciante choisit de revenir vers un style d'enregistrement plus épuré, expérimental et minimaliste, en ne réalisant par exemple que deux prises par chanson.
L'artiste déclare que l'idée de l'album est d'être l'opposé du précédent :  

« Sur The Will to Death, j'ai pensé que ce serait une bonne idée de faire un album avec très peu de chœurs car j'en avais tellement fait sur Shadows. Il faut toujours que j'aie une nouvelle idée pour chaque album. Pour The Will to Death, l'idée était d'avoir très peu de chœurs. Il y a beaucoup d'autres grosses différences. Sur bien des aspects, je voulais l'opposé de Shadows. »

Le 16 janvier 2013, John Frusciante fournit une définition et une théorie du concept de l'album sur son site internet
L'album est réédité le 11 décembre 2012 par le label Record Collection en vinyle 180 grammes, accompagné de liens de téléchargements de l'album aux formats MP3 et WAV.

## Liste des chansons
1. A Doubt
2. An Exercise
3. Time Runs Out
4. Loss
5. Unchanging
6. The Mirror
7. A Loop
8. Wishing
9. Far Away
10. The Days Have Turned
11. Helical
12. The Will To Death

## Personnel

### Musiciens
- John Frusciante : chant, guitare, piano, synthétiseurs, basse sur "Far Away", "Unchanging" and "The Will to Death".
- Josh Klinghoffer : batterie, basse, claviers, guitare sur "Helical" and "The Will to Death".

### Personnel
- John Frusciante : producteur.
- Ryan Hewitt : ingénieur, mixage.
- Rafael Serrano : assistant.
- Jeff Moses : assistant.
- Bernie Grundman : mastering
- Dave Lee : équipement

### Artwork
- Lola Montes Schnabel : photographie de la pochette.
- Mike Piscitelli : design
- John Frusciante : design[12]